# Регион на южните нации
Регионът на южните нации, националности и народи е основна административно-териториална единица в Етиопия.
Разположен в е югозападната част на страната, граничи на запад с Южен Судан, а на юг – с Кения. Площта на региона е 105 476 km², а населението e 18 276 000 души (по изчисления за юли 2015 г.). Столицата на региона е град Аваса.
Населението се състои от над 45 африкански народа. Най-многобройна част от него е от народа сидама (около 18%). Официалният език в този регион е амхарският.
Регионът на южните нации, националности и народи е разделен на 9 зони, а всяка зона е разделена на общини (наричани уореди), които са общо 77 в целия регион.